# Whatcha Think About That
"Whatcha Think About That" (em português:  O Que Você Acha Disso?) é uma canção do girl group americano The Pussycat Dolls, extraída do seu segundo álbum de estúdio Doll Domination (2008). Produzido por Esther Dean, Melissa Elliott, Mickael Furnon, Jamal Jones e Jason Perry. Foi lançado como terceiro single no Reino Unido e na França e segundo nos Estados Unidos. A música tem batidas ao estilo bhangra com elementos R&B. A música recebeu críticas mistas, com os críticos afirmando que foi "decepcionante após o brilho pop hiperativo de 'When I Grow Up'".
A música não conseguiu chamar muita atenção depois de seus dois singles anteriores. Nos Estados Unidos, não conseguiu chegar ao Hot 100. No entanto, a canção foi um dos dez mais vendidos no Reino Unido, onde alcançou o 9º lugar no UK Singles Chart, enquanto na vizinha República da Irlanda atingiu o pico no número doze na Irish Singles Chart. O videoclipe com tema burlesco que o acompanhava retratou as Dolls em cenas diferentes, incluindo dançar em uma plataforma giratória e em uma barra horizontal. Eles performaram a música três vezes na televisão, incluindo a sétima temporada de Dancing with the Stars, juntamente com Missy Elliott e no programa britânico de televisão This Morning.

## Antecedentes
Após o sucesso comercial de PCD (2005), a vocalista Nicole Scherzinger aproveitou as férias do grupo, para focar em uma carreira solo, e começou a trabalhar em seu próprio álbum solo sob o título, Her Name is Nicole. No entanto, devido à falta de falta de sucesso de singles lançados, Scherzinger focou na volta do grupo, e a gravação começou para o segundo álbum de estúdio da banda, Doll Domination.
"Whatcha Think About That" foi escrito por Ester Dean, Elliot e Jamal Jones, que também produziu a música. Mickael Furnon, do grupo de rock francês Mickey 3D, recebeu créditos de co-autoria para a música, por sua amostra de "Je M'appelle Jane". Dean também lidou com a produção vocal da música junto com Ron Fair. Os vocais Pussycat Dolls e Elliot foram gravados em dois estúdios separados na Zac estúdio em Atlanta, Georgia e O Boiler Room Estúdio em Santa Monica, Califórnia de Mike "Angry" Eleoploulos, Tal Herzberg, Tony Terrebonne, Aubry "Juice Big" Delaine e Matt Wheeler com a ajuda de Johnathan Merritt e Bryan Morton. A música foi mixada por Dave Pensado e Jayson Joshua. Missy Elliot aparece na The Goldmind Inc./Atlantic Records. Em 29 de agosto de 2008, A Rap-Up anunciou que a música seria lançada como o segundo single do Doll Domination e também revelou a arte da capa. A música esteve disponível para download digital e foi mandado para o rádio em 9 de setembro.

## Recepção

### Crítico
O crítico de música do The Times, Elan Priya, disse que "Whatcha Think About That" é uma exceção em um álbum que "não tem personalidade distinta" e destacou o rap de Missy Elliot. Alex Fletcher de Digital Spy deu a canção três de cinco estrelas, descrevendo a canção como "vibrante", acrescentando que "[a canção] encontra a trupe pop em algum lugar perto do topo de seu jogo". Samesame.com.au chamou a música de "sensacional". Vicki Lutas da BBC Radio 1 elogiou a contribuição de Missy Elliott para a canção, complementando a introdução. Claro, a grandeza da música não é só Missy Elliott sozinha - as Dolls certamente darão vida a ela - mas é seguro dizer que ela faz essa música um pouquinho mais distinta."" Allison Stewart, do The The Washington Post questionou se é a música menos censurável que o grupo já fez e descreveu como uma "história bacana de inversão de papéis sexuais".
No entanto, Nic Oliver em uma revisão de Doll Domination no MusicOMH, escreveu que a canção tem batidas urbanas semblante, sonambulismo partes dos convidados, Snoop Dogg e Missy Elliott, e letras que poderia muito bem ter sido escrito por um estudante de segundo ano em um dobrador fim de semana para toda a profundidade em oferta. Um crítico do entretenimento.ie contrariou os comentários de Oliver escrevendo: "[elas] se rebaixaram para novos níveis com suas contribuições. Na revisão anterior da Digital Spy, Nick Levine escreveu que, "a [sua] um pouco decepcionante após o brilho pop hiperativo de 'When I Grow Up'." Spence D. da IGN concordou em escrever, "o ambiente legal do electro shock e descarrega um ângulo pop muito mais direto que está faltando alguns dos elementos mais visados que continham nas duas músicas anteriores ['When I Grow Up e 'Bottle Pop') e as faziam serem tão cativantes." O crítico de música Sal Cinquemani do Slant Magazine, não favoreceu a música chamando-a de "enchimento puro", apesar da presença de Missy Elliott.

### Comercial
Nos Estados Unidos, "Whatcha Think About That" falhou na parada da Billboard Hot 100, mas alcançou o 8º lugar no Bubbling Under Hot 100 Singles em 27 de setembro de 2008, enquanto no Canadian Hot 100 a canção estreou e atingiu o pico no número 66. No Reino Unido, a canção estreou no número trinta e seis no UK Singles Chart em 1 de fevereiro de 2009 - para a semana que terminou em 7 de fevereiro de 2009 - substituindo "I Hate This Part". Em 1º de março de 2009 - na semana que terminou em 7 de março de 2009 - a música chegou ao número nove. Na Irish Singles Chart, a canção atingiu o número 12 na parada da Irish Singles Chart em 12 de fevereiro de 2009. "Whatcha Think About That" atingiu o número trinta e sete, no European Hot 100.
Em outubro de 2018, a música foi certificada de prata pelo BPI para vendas superiores a 200.000 unidades.

## Videoclipe

As Pussycat Dolls durante uma cena do videoclipe da canção.

O videoclipe de "Whatcha Think About That" foi filmado em 09-10 setembro de 2008, em Los Angeles, com Diane Martel servindo como o diretor. Melody Thornton falou com o Rap-Up sobre o conceito do vídeo. "É meio que um retrocesso para as Pussycat Dolls originais, retrata quando começamos no Viper Room do Johnny Depp, com todo o cabaré burlesco aparecendo." Enquanto isso, Ashley Roberts disse "é muito editorial em minha mente. Muita beleza, iluminação e montagens misteriosas." O Daily Mail comentou, que o vídeo "está situado nos bastidores em um show burlesco" para levar o público a sensação de "Peeping Tom observando as Dolls se preparar em seu camarim".

### Sinopse
O vídeo começa com Missy Elliott cantando suas partes, e, em seguida, um interruptor para cada uma das Dolls cantando uma linha da canção: Kimberly Wyatt, flexiando a perna, em seguida, em um balanço, Jessica Sutta masca um chiclete; Thornton escova o cabelo e Roberts sopra o pó em seu peito. Os centros de vídeo em duas parcelas: uma mostra os Dolls vestir-se para, em seguida, um whos realização, um de seus shows Salão famosos, vestido com o exótico burlesco no qual são conhecidas. Após a introdução no balanço, aparece as cenas de outro enredo, Onde deixa para trás seu parceiro controlar Scherzinger, e sai para se divertir. Ela é mostrada virando uma grande chave para uma porta, e sai para a cidade, ela é acompanhado por onde as outras Dolls, e andam na pista enquanto cantava o refrão da canção. Voltando ao outro enredo, as cinco meninas são mostrados em lingerie em seu camarim, e a câmera muda para Scherzinger enquanto canta a música, e as outras Dolls se vestem e usam maquiagem. O restante do vídeo foca no show burlesco das PCD. As garotas são mostradas em uma plataforma giratória, depois em uma barra horizontal dançando e cantando sedutoramente em seus trajes vintage e burlescos. A cena muda, Elliott faz um rap, enquanto as Dolls, vestidas com roupas militares exército sedutoras e sexys executar uma coreografia, onde fazem saudações e marcham. No clímax, as bonecas vestidas em trajes burlescos, dançam em um palco. O vídeo termina com Elliott fazendo suas últimas linhas, cercadas pelas garotas.

### Recepção
O tablóide britânico Daily Mail comentou que "que para o novo single promo 'Whatcha Think About That' a vocalista Scherzinger e suas colegas de banda, executam movimentos de dança de alta energia em uma série de lingeries sexys." Nadia Mendoza do jornal britânico The Sun concordou, particularmente comentando sobre as roupas e a dança. Um colaborador do Rap-Up escreveu que "As Pussycat Dolls aumentam o calor em seu clipe de inspiração burlesca." A MTV News comparou o vídeo da música "Whatcha Think About That" e "Bad Girls" do Danity Kane concluindo: "Nós gostamos mais do vídeo dos Dolls, mas preferimos os estilos vocais de [Danity Kane] pela simples razão de que a música delas soa menos como uma lição de robótica e mais como canto atual."

### Performances ao vivo
As Pussycat Dolls performaram pela primeira vez "Whatcha Think About That" em 28 de outubro de 2008 no Dancing with the Stars. A Rap-Up comentou sobre a apresentação; "As meninas soaram uma bagunça aqui. Pelo lado positivo, parece que Missy perdeu algum peso." A música também foi apresentada durante sua segunda turnê do grupo, Doll Domination Tour.

## Faixas do Single
| EUA - CD Promo (Lançado: 2008) 1. "Whatcha Think About That" (com Missy Elliott) - 3:48 2. "Whatcha Think About That" (Instrumental) - 3:47 3. "Whatcha Think About That" (Remix de Urban Club) (com Missy Elliott) - 3:51 4. "Whatcha Think About That" (Remix de Urban Club) (Instrumental) - 3:50 5. "Whatcha Think About That" (A Cappella) (com Missy Elliott) - 3:48 EUA - iTunes (Lançado: 2008) 1. "Whatcha Think About That" (Remix de Urban Club) - 3:48 2. "Whatcha Think About That" (Mix de Ron Fizzle) (Sem Versão Rap) - 3:33 | GBR - CD Promo (Lançado: 23 de Fevereiro de 2009) 1. "Whatcha Think About That" (GBR-Edição de Rádio) 2. "Whatcha Think About That" (Versão do álbum) |

## Créditos e equipe
Créditos adaptados do encarte do Doll Domination.
Gravação
- Gravado no Zac Studio (Atlanta, Georgia); The Boiler Room (Santa Monica, California)

Equipe
- Ester Dean – compositor, produção vocal
- Aubry "Big Juice" Delaine – gravação
- Mike "Angry" Eleopoulos – gravação
- Missy Elliott – compositor
- Eric Florence – tuba
- Ron Fair – produção vocal, arranjo de cordas e conduta
- Mickaël Furnon – songwriter
- Tal Herzberg – gravação, Pro Tools
- Jamal Jones – compositor, produtor
- Jaycen Joshua – mixagem
- Johnathan Merritt – assistente de gravação
- Bryan Morton – assistente de gravação
- Dave Pensado – mixagem
- Jason Perry – keyboards
- Lissy Rosemond – banjo
- Tony Terrebonne – gravação
- Matt Wheeler – gravação
- Andrew Wuepper – gravação

## Desempenho nas tabelas musicais
| Chart (2008–09)                                 | Maior posição |
| ----------------------------------------------- | ------------- |
| Canadá (Canadian Hot 100)                       | 66            |
| Estados Unidos (Bubbling Under Hot 100 Singles) | 8             |
| Eslováquia (Rádio Top 100)                      | 64            |
| Irlanda (IRMA)                                  | 12            |
| Reino Unido (UK Singles Chart)                  | 9             |

| Chart (2009)                          | Posição |
| ------------------------------------- | ------- |
| Reino Unido (Official Charts Company) | 104     |

## Vendas e certificações
| Região                                                        | Certificação | Vendas   |
| ------------------------------------------------------------- | ------------ | -------- |
| Reino Unido (BPI)                                             | Prata        | 200,000‡ |
| ‡vendas+valores de streaming baseados somente na certificação |              |          |

## Histórico de lançamento
| País        | Data                  | Formato                  | Gravadora  |
| ----------- | --------------------- | ------------------------ | ---------- |
| EUA         | 9 de setembro de 2008 | Top 40, Download digital | Interscope |
| Canadá      | 9 de setembro de 2008 | Download digital         | Interscope |
| Reino Unido | 21 de outubro de 2008 | EP                       | Polydor    |
| Reino Unido | 23 de outubro de 2008 | CD single                | Polydor    |